# عبد الله العظيم (فلم)
عبد الله العظيم  (بالإنجليزية: Abdulla the Great) هو فيلم تم إنتاجه في مصر وصدر في سنة 1955.

## بطولة
- ألكسندر دارسي

## وصلات خارجية
- عبد الله العظيم على موقع IMDb (الإنجليزية)
- عبد الله العظيم على موقع روتن توميتوز (الإنجليزية)
- عبد الله العظيم على موقع ألو سيني (الفرنسية)
- عبد الله العظيم على موقع أول موفي (الإنجليزية)
- عبد الله العظيم على موقع فيلمافينيتي (الإسبانية)
- عبد الله العظيم على موقع قاعدة بيانات الفيلم (الإنجليزية)
- عبد الله العظيم على موقع ليتربوكسد (الإنجليزية)
- عبد الله العظيم على موقع كينوبويسك (الروسية)

1. ↑  وصلة مرجع: http://www.imdb.com/title/tt0048922/. الوصول: 4 مايو 2016.